# مجزرة أكتيال
حدثت مجزرة أكينال في أكينال في المكسيك وأدّت إلى خروج أهالي البلدة وموت الكثير منهم